# Hulcote, Northamptonshire
Hulcote är en by i Northamptonshire i England. Byn är belägen 1,5 km 
från Towcester. Orten har 70 invånare (2009). Byn nämndes i Domedagsboken (Domesday Book) år 1086, och kallades då Halecote/Hulecote.